# Holland Island
Holland Island est une île de la baie de Chesapeake (comté de Dorchester, Maryland, États-Unis). L'île était autrefois habitée par des pêcheurs et des agriculteurs, mais a depuis été abandonnée à la suite de son érosion rapide.

## Historique
Holland Island a été occupée dans les années 1600 et tire son nom du colon Daniel Holland, le premier acquéreur de la propriété appartenant au shérif du comté de Dorchester. En 1850, la première communauté de familles de pêcheurs et d'agriculteurs s'est installée sur l'île. En 1910, l'île était longue de 8 km et comptait environ 360 habitants, ce qui en faisait l'une des plus grandes îles habitées de la baie de Chesapeake. La communauté insulaire comptait 70 maisons, magasins et autres bâtiments. Elle avait son propre bureau de poste, son école de deux classes avec deux professeurs, son église, son équipe de base-ball, son centre communautaire et un médecin. Les habitants de l'île vivaient principalement de la récolte des huîtres, de la pêche à l'alose et du crabe. La flotte des bateaux de l’île comprenait 10 goélettes et 77 sloops, dont certains furent construits sur l'île,.
Le vent et la marée ont commencé à éroder sérieusement le côté ouest de l'île, où se trouvaient la plupart des maisons, en 1914. Cela a forcé les habitants à se déplacer vers le continent. Beaucoup ont démonté leurs maisons et autres structures et les ont emmenées sur le continent, principalement à Crisfield, Maryland. Les tentatives de protection de l'île en construisant des murs en pierre ont été infructueuses. La dernière famille a quitté l'île en 1918, lorsqu'un orage tropical a endommagé l'église de l'île. Quelques-uns des anciens résidents ont continué à vivre sur l'île pendant la saison de pêche jusqu'en 1922, année où l'église a été déplacée à Fairmount, Maryland.
Un prêtre méthodiste, Stephen White, né sur Holland Island, tenta de sauver l’île pendant de nombreuses années et fonda la « Holland Island Preservation Foundation ». En juin 2010, White a vendu l'île à la « Concorde Fondation ». En octobre 2010, la dernière maison de l'île Holland, édifiée en 1888, s'est finalement effondrée,.

### Phare
Le phare Holland Island Bar Light fut construit à l'origine au sud de Holland Island en 1889 ; il fut démantelé et remplacé par une balise automatisée en 1960.

## Géologie et écologie
Les terres de l'île ont été submergées en raison de l'érosion amplifiée par l'élévation du niveau de la mer associée à l'affaissement de la surface des terres dû à la subsidence isostatique,. Ce processus a provoqué une perte majeure de terres sur l'île. Comme les autres îles de la baie de Chesapeake, l'île Holland est principalement composée d'argile et de limon. La côte ouest de l'île est très exposée aux vagues dans la baie, ce qui la rend également vulnérable à l'érosion. La taille de l'île a été réduite de moitié, passant d'environ 160 acres (0,65 km2) en 1915 à 80 acres (0,32 km2) en 2005.
La plupart des terres restantes sur l'île sont maintenant des marais, mais la plupart du temps, toute l'île est sous l'eau. De nombreux oiseaux, notamment des sternes, des hérons, des oscines et des pélicans bruns se trouvaient sur l'île. Une enquête réalisée en 1995 comptait 609 couples nicheurs dans une colonie à hérons de l'île. L'ouragan Isabel, une tempête tropicale qui a atteint le Maryland en septembre 2003, a détruit 60 % des arbres qui servaient auparavant à la colonie,.